# Ströer
Ströer SE & Co. KGaA er en tysk virksomhed indenfor udendørs reklame, online markedsføring, reklametavler og gadeinventar. De har hovedkvarter i Köln.
De primære markeder er Tyskland, Polen, Spanien, Nederlandene, Belgien og Storbritannien.